# Helionides alces
Helionides alces är en insektsart som först beskrevs av Irena Dworakowska 1981.  Helionides alces ingår i släktet Helionides och familjen dvärgstritar.
Artens utbredningsområde är Sudan. Inga underarter finns listade i Catalogue of Life.